# Christa Herklotz
Christa Herklotz (* 18. Oktober 1935 in Nassau als Christa Göhler; † 31. Oktober 2010 in Rechenberg-Bienenmühle) war eine deutsche Skilangläuferin.

## Werdegang
Christa Herklotz belegte bei den Nordischen Skiweltmeisterschaften 1958 über 10 Kilometer den 17. Platz und wurde mit der 3 × 5-km-Staffel der DDR Sechste. Bei den Olympischen Winterspielen 1960 ging sie im 10-Kilometer-Rennen an den Start, konnte das Rennen jedoch nicht beenden. Zwei Jahre später wurde Herklotz DDR-Meisterin und nahm an den Nordischen Skiweltmeisterschaften in Zakopane teil.